# Ланг, Андреас
Андре́ас Ланг (нем. Andreas Lang; род. 26 апреля 1979, Филлинген-Швеннинген) — немецкий кёрлингист.
В составе мужской сборной Германии участник зимних Олимпийских игр 2010 года (заняли шестое место), шести чемпионатов мира (серебряные призёры в 2007), четырёх чемпионатов Европы (бронзовые призёры в 2008). Чемпион Германии среди мужчин. В составе юниорской мужской сборной Германии участник чемпионата мира 1999 (заняли шестое место).
Играл в основном на позициях третьего и четвёртого. Несколько сезонов был скипом команды.

## Достижения
- Чемпионат мира по кёрлингу среди мужчин: серебро (2007).
- Чемпионат Европы по кёрлингу: бронза (2008).
- Чемпионат Германии по кёрлингу среди мужчин: золото (2003), серебро (2001), бронза (2004).

## Команды
| Сезон   | Четвёртый    | Третий          | Второй            | Первый            | Запасной                               | Тренер                       | Турниры                                                |
| ------- | ------------ | --------------- | ----------------- | ----------------- | -------------------------------------- | ---------------------------- | ------------------------------------------------------ |
| 1998—99 | Андреас Ланг | Райнер Байтер   | Себастьян Швейцер | Стефан Клайбер    | Йорг Энгессер                          |                              | ЧМЮ 1999 (6 место)                                     |
| 2000—01 | Андреас Ланг | Ричард Кук      | Райнер Байтер     | Себастьян Швейцер | Йорг Энгессер                          |                              | ЧГМ 2001                                               |
| 2002—03 | Андреас Ланг | Райнер Байтер   | Юрген Бек         | Себастьян Швейцер | Йорг Энгессер                          | Дик Хендерсон (ЧМ)           | ЧГМ 2003 · ЧМ 2003 (9 место)                           |
| 2003—04 | Андреас Ланг | Райнер Байтер   | Себастьян Швейцер | Йорг Энгессер     |                                        |                              | ЧГМ 2004                                               |
| 2006—07 | Анди Капп    | Ули Капп        | Андреас Ланг      | Андреас Кемпф     | Хольгер Хёне                           | Дик Хендерсон, Оливер Аксник | ЧМ 2007                                                |
| 2007—08 | Анди Капп    | Ули Капп        | Андреас Ланг      | Андреас Кемпф     | Хольгер Хёне                           | Оливер Аксник                | ЧЕ 2007 (5 место)                                      |
| 2007—08 | Анди Капп    | Андреас Ланг    | Хольгер Хёне      | Андреас Кемпф     | Феликс Шульце                          | Оливер Аксник                | ЧМ 2008 (8 место)                                      |
| 2008—09 | Анди Капп    | Андреас Ланг    | Ули Капп          | Хольгер Хёне      | Андреас Кемпф                          | Оливер Аксник                | ЧЕ 2008                                                |
| 2008—09 | Анди Капп    | Андреас Ланг    | Хольгер Хёне      | Андреас Кемпф     | Даниэль Херберг                        | Оливер Аксник                | ЧМ 2009 (6 место)                                      |
| 2009—10 | Анди Капп    | Андреас Ланг    | Хольгер Хёне      | Андреас Кемпф     | Ули Капп (ЧЕ) Даниэль Херберг (ЧМ, ОИ) | Оливер Аксник                | ЧЕ 2009 (6 место) ЗОИ 2010 (6 место) ЧМ 2010 (7 место) |
| 2010—11 | Анди Капп    | Андреас Ланг    | Даниэль Херберг   | Маркус Мессенцель | Хольгер Хёне                           | Мартин Байзер                | ЧМ 2011 (6 место)                                      |
| 2011—12 | Андреас Ланг | Даниэль Херберг | Маркус Мессенцель | Даниэль Нойнер    | Андреас Кемпф                          |                              |                                                        |
| 2012—13 | Андреас Ланг | Даниэль Херберг | Маркус Мессенцель | Даниэль Нойнер    | Андреас Кемпф                          | Анди Капп, Мартин Байзер     | ЧЕ 2012 (9 место)                                      |

(скипы выделены полужирным шрифтом)